# Jack Rudoni
Jack Edward Rudoni (Carshalton, 14 giugno 2001) è un calciatore inglese, centrocampista del Coventry City.

## Carriera
Rudoni è cresciuto nel settore giovanile dell'AFC Wimbledon dove ha firmato un contratto professionistico nel marzo del 2019. Ha debuttato in prima squadra il 3 settembre dello stesso anno nell'incontro di Football League Trophy perso 2-0 contro il Brighton Under-21. Il 12 gennaio 2021 ha segnato il suo primo gol tra i professionisti sempre in Football League Trophy contro il Bristol Rovers.
Al termine della stagione 2021-2022 è stato premiato come miglior giocatore della squadra nella stagione appena conclusa ed il 15 luglio è stato acquistato a titolo definitivo dall'Huddersfield Town.
Nel 2024 viene ceduto al Coventry City, club di seconda divisione.

## Statistiche

### Presenze e reti nei club
Statistiche aggiornate al 1° marzo 2025.
| Stagione             | Squadra              | Campionato           | Campionato | Campionato | Coppe nazionali | Coppe nazionali | Coppe nazionali | Coppe continentali | Coppe continentali | Coppe continentali | Altre coppe | Altre coppe | Altre coppe | Totale | Totale | Totale |
| Stagione             | Squadra              | Comp                 | Pres       | Reti       | Comp            | Pres            | Reti            | Comp               | Pres               | Reti               | Comp        | Pres        | Reti        | Pres   | Reti   |        |
| -------------------- | -------------------- | -------------------- | ---------- | ---------- | --------------- | --------------- | --------------- | ------------------ | ------------------ | ------------------ | ----------- | ----------- | ----------- | ------ | ------ | ------ |
| 2019-2020            | AFC Wimbledon        | FL1                  | 11         | 0          | FACup+CdL       | 0               | 0               |                    | -                  | -                  | FLT         | 2           | 0           | 13     | 0      |        |
| 2020-2021            | AFC Wimbledon        | FL1                  | 39         | 4          | FACup+CdL       | 2+0             | 0               |                    | -                  | -                  | FLT         | 3           | 1           | 44     | 5      |        |
| 2021-2022            | AFC Wimbledon        | FL1                  | 41         | 12         | FACup+CdL       | 3+3             | 0               |                    | -                  | -                  | FLT         | 2           | 0           | 49     | 12     |        |
| Totale AFC Wimbledon | Totale AFC Wimbledon | Totale AFC Wimbledon | 91         | 16         |                 | 8               | 0               |                    | -                  | -                  |             | 7           | 1           | 106    | 17     |        |
| 2022-2023            | Huddersfield Town    | FLC                  | 46         | 2          | FACup+CdL       | 1+1             | 0               |                    | -                  | -                  |             | -           | -           | 48     | 2      |        |
| 2023-2024            | Huddersfield Town    | FLC                  | 35         | 5          | FACup+CdL       | 1+0             | 0               |                    | -                  | -                  |             | -           | -           | 36     | 5      |        |
| Totale Huddersfield  | Totale Huddersfield  | Totale Huddersfield  | 81         | 7          |                 | 3               | 0               |                    | -                  | -                  |             | -           | -           | 84     | 7      |        |
| 2024-2025            | Coventry City        | FLC                  | 35         | 5          | FACup+CdL       | 2+3             | 0               |                    | -                  | -                  |             | -           | -           | 40     | 5      |        |
| Totale carriera      | Totale carriera      | Totale carriera      | 207        | 28         |                 | 16              | 0               |                    | -                  | -                  |             | 7           | 1           | 230    | 29     |        |